# Más vale sábado
Más vale sábado es un programa de televisión estrenado el 9 de septiembre de 2023, presentado por Adela González y Boris Izaguirre y producido por Atresmedia Televisión en colaboración con Seisymedio para su emisión en La Sexta. Se trata de la versión del programa Más vale tarde, que se emite de lunes a viernes en el mismo canal, para la tarde de los sábados.

## Historia
Tras no cosechar los resultados de audiencia esperados con Aruser@s Weekend el curso anterior, La Sexta inició la producción de la versión de los sábados de Más vale tarde, que se emite de lunes a viernes. Más tarde, en junio de 2023, se anunció que Adela González y Boris Izaguirre serían los encargados de conducir el programa, que se denominaría Más vale sábado.
En la presentación del programa en el FesTVal, se confirmó que Inés Hernand, Alberto Guzmán, Andrea Levy y Eduardo Aldán serían colaboradores del programa. Igualmente, en la nota de prensa sobre el estreno, desvelaron a otros colaboradores, tales como La Caneli (personaje interpretado por el actor Alberto Fernández), Karmele Izaguirre y la cocinera Carmen «Tía Alia», además de Pablo Simón y María Lamela, entre otros muchos.

## Formato
Más vale sábado es un magacín que se estructura en dos bloques diferenciados: uno de actualidad y otro de entretenimiento, y además cuenta con secciones de meteorología o de cocina. Asimismo, cada sábado, varias personalidades del mundo de la cultura, la música, el deporte o la comunicación acuden al plató para charlar sobre su carrera y su vida. Cabe destacar que cada bloque cuenta con el análisis de colaboradores y con conexiones en directo gracias al equipo de reporteros.

## Equipo

### Presentadores
| Presentador/a   | Información                        | Años |
| Presentador/a   | Información                        | 2023 |
| --------------- | ---------------------------------- | ---- |
| Adela González  | Presentadora y periodista          |      |
| Boris Izaguirre | Presentador, escritor y periodista |      |

### Colaboradores
| Colaborador/a     | Información               | Años |
| Colaborador/a     | Información               | 2023 |
| ----------------- | ------------------------- | ---- |
| Alberto Guzmán    | Periodista                |      |
| Karmele Izaguirre | Periodista                |      |
| María Lamela      | Periodista                |      |
| Pablo Simón       | Politólogo                |      |
| Andrea Levy       | Política                  |      |
| María Lamela      | Periodista y presentadora |      |
| Inés Hernand      | Influencer y presentadora |      |
| Eduardo Aldán     | Humorista y presentador   |      |
| La Caneli         | Drag queen                |      |
| Carmen «Tía Alia» | Cocinera                  |      |

## Audiencias
| Temporada | Programas | Estreno                 | Final                   | Audiencia media | Audiencia media |
| Temporada | Programas | Estreno                 | Final                   | Espectadores    | Cuota           |
| --------- | --------- | ----------------------- | ----------------------- | --------------- | --------------- |
| 1         | 15        | 9 de septiembre de 2023 | 16 de diciembre de 2023 | 361 000         | 4,0%            |
| Media     | 15        | 9 de septiembre de 2023 | 16 de diciembre de 2023 | 361 000         | 4,0%            |

### Primera temporada (2023)
| N.º (serie) | N.º (temp.) | Invitado/as                                              | Fecha de emisión         | Audiencia    | Audiencia |
| N.º (serie) | N.º (temp.) | Invitado/as                                              | Fecha de emisión         | Espectadores | Cuota     |
| ----------- | ----------- | -------------------------------------------------------- | ------------------------ | ------------ | --------- |
| 1           | 1           | Toñi Moreno, Roberto Leal, María Adánez e Isabel Ordaz   | 9 de septiembre de 2023  | 455 000      | 5,0%      |
| 2           | 2           | Joaquín Reyes, Manu Baqueiro, Teté Delgado y Valeria Ros | 16 de septiembre de 2023 | 301 000      | 3,4%      |
| 3           | 3           | Eduardo Navarrete                                        | 23 de septiembre de 2023 | 324 000      | 3,9%      |
| 4           | 4           | Marta Hazas y Javier Veiga                               | 30 de septiembre de 2023 | 307 000      | 3,7%      |
| 5           | 5           | Pastora Soler                                            | 7 de octubre de 2023     | 274 000      | 3,3%      |
| 6           | 6           | Álvaro de Quevedo                                        | 14 de octubre de 2023    | 375 000      | 4,4%      |
| 7           | 7           | Gonzo                                                    | 21 de octubre de 2023    | 311 000      | 3,5%      |
| 8           | 8           | Imanol Arias                                             | 28 de octubre de 2023    | 305 000      | 3,3%      |
| 9           | 9           | Pepa Muñoz                                               | 4 de noviembre de 2023   | 460 000      | 4,6%      |
| 10          | 10          | Amparo Larrañaga                                         | 11 de noviembre de 2023  | 437 000      | 4,6%      |
| 11          | 11          | Susi Díaz y Ramoncín                                     | 18 de noviembre de 2023  | 492 000      | 5,3%      |
| 12          | 12          | Sánchez Romero de Torres                                 | 25 de noviembre de 2023  | 384 000      | 4,1%      |
| 13          | 13          | Burgo de Osma                                            | 2 de diciembre de 2023   | 337 000      | 3,5%      |
| 14          | 14          | Carlos Latre                                             | 9 de diciembre de 2023   | 361 000      | 3,8%      |
| 15          | 15          | Salma Hayek                                              | 16 de diciembre de 2023  | 289 000      | 3,1%      |

### Audiencias por meses
| Audiencia media por meses | Audiencia media por meses | Audiencia media por meses | Audiencia media por meses | Audiencia media por meses | Audiencia media por meses |
| Año                       | Mes                       | N.⁰ de episodios          | N.⁰ de temporada          | Audiencia                 | Audiencia                 |
| Año                       | Mes                       | N.⁰ de episodios          | N.⁰ de temporada          | Espectadores              | Cuota                     |
| ------------------------- | ------------------------- | ------------------------- | ------------------------- | ------------------------- | ------------------------- |
| 2023                      | Septiembre                | 4                         | 1.ª                       | 347 000                   | 4,0%                      |
| 2023                      | Octubre                   | 4                         | 1.ª                       | 317 000                   | 3,6%                      |
| 2023                      | Noviembre                 | 4                         | 1.ª                       | 443 000                   | 4,7%                      |
| 2023                      | Diciembre                 | 3                         | 1.ª                       | 329 000                   | 3,5%                      |